# جيانلوكا موساتشي
جيانلوكا موساتشي (بالإيطالية: Gianluca Musacci)‏ (1 أبريل 1987 بفياريدجو في إيطاليا - ) هو لاعب كرة قدم إيطالي في مركز الوسط. شارك مع منتخب إيطاليا تحت 20 سنة لكرة القدم. أما مع النوادي، فقد لعب مع نادي إمبولي ونادي بادوفا ونادي بارما ونادي برو فيرتشيلي ونادي سبيزيا ونادي فروسينوني ونادي كاتانيا وUS Massese 1919 ‏.

## روابط خارجية
- جيانلوكا موساتشي على موقع قاعدة بيانات كرة القدم.إي يو (الإنجليزية)
- جيانلوكا موساتشي على موقع Soccerway.com (الإنجليزية)
- جيانلوكا موساتشي على موقع عالم كرة القدم.نت (الإنجليزية)
- جيانلوكا موساتشي على موقع AS.com (الإسبانية)